# X legislatura del Regno d'Italia
La X legislatura del Regno d'Italia ebbe inizio il 22 marzo 1867 e si concluse il 2 novembre 1870.

## Governi
Governi formati dai diversi Presidenti del Consiglio dei ministri su incarico reale.
1. Governo Rattazzi II (10 aprile 1867 - 27 ottobre 1867), presidente Urbano Rattazzi (Sinistra storica)
  - Composizione del governo: Sinistra storica, Indipendenti
2. Governo Menabrea I (27 ottobre 1867 - 5 gennaio 1868), presidente Federico Luigi, Conte Menabrea (Destra storica)
  - Composizione del governo: Destra storica
3. Governo Menabrea II (5 gennaio 1868 - 13 maggio 1869), presidente Federico Luigi, Conte Menabrea (Destra storica)
  - Composizione del governo: Destra storica
4. Governo Menabrea III (13 maggio 1869 - 14 dicembre 1869), presidente Federico Luigi, Conte Menabrea (Destra storica)
  - Composizione del governo: Destra storica
5. Governo Lanza (14 dicembre 1869 - 10 luglio 1873), presidente Giovanni Lanza (Destra storica)
  - Composizione del governo: Destra storica

## Parlamento

### Camera dei Deputati
I sessione
- Presidente
  - Adriano Mari, dal 22 marzo 1867 al 27 ottobre 1867
  - Giovanni Lanza, dal 16 dicembre 1867 all'8 agosto 1868
  - Adriano Mari, dal 25 novembre 1868 al 14 agosto 1869

II sessione
- Presidente
  - Giovanni Lanza, dal 18 novembre 1869 al 15 dicembre 1869
  - Giuseppe Biancheri, dal 12 marzo 1870 al 2 novembre 1870

Nella legislatura la Camera tenne 617 sedute.

### Senato del Regno
I sessione
- Presidente
  - Gabrio Casati, dal 22 marzo 1867

II sessione
- Presidente
  - Gabrio Casati, dal 18 novembre 1869

Nella legislatura il Senato tenne 251 sedute.